# Baar (Zoug)
Pour les articles homonymes, voir Baar.
Baar est une commune suisse du canton de Zoug.

## Géographie

Photo aérienne prise à 500 m par Walter Mittelholzer (1919).

Baar mesure 24,83 km2.
Baar se situe au nord du lac de Zoug. La ville est traversée par la Lorze qui relie le lac d'Aegeri au lac de Zoug. La ville est surmontée par la colline de Baarburg.

## Démographie
Baar compte 24 996 habitants fin 2022. Sa densité de population atteint 1007 hab./km2.
Le graphique suivant résume l'évolution de la population de Baar entre 1850 et 2008 :

## Histoire
Des vestiges du Bronze moyen au haut Moyen Âge ont été retrouvés sur la colline de Baarburg.

## Économie
Baar domicilie plusieurs entreprises suisses avec des activités internationales substantielles comme Glencore, l'entreprise commerce de gros la plus grande de la Suisse. Les autres entreprises localisées à Baar sont :
- Pelikan, matériel de bureau ;
- Partners Group, gérance de fortune ;
- Forbo, colles et revêtements ;
- Sika, spécialités chimiques ;
- Metro, commerce de détail ;
- Sage, informatique pour PME.

## Culture et patrimoine

### Héraldique
| Blason | Blasonnement : Coupé d'or à la tour de sable et d'azur à la croix patriarcale pommetée d'argent. |

### Monuments et curiosités
- L'église paroissiale Saint-Martin remonte au XIVe siècle, la nef ayant été transformée en style baroque entre 1771 et 1777. Outre les stucs et les fresques du plafond en baroque tardif, elle recèle des peintures murales en gothique tardif du XVIe siècle. L'horloge du clocher date de 1526 et est l'œuvre du maître-horloger winterthourois Laurentius Liechti.
- À côté de l'église paroissiale se trouve la chapelle du cimetière Sainte-Anne dont le plafond en bois sculpté date de 1508.
- L'église réformée a été construite entre 1866 et 1867 par Ferdinand Stadler.
- Dans l'axe de la rue conduisant au clocher se tient l'Hôtel de Ville construit en 1676 ; il s'agit d'une maison à colombages sur base maçonnée.
- Dans la rue conduisant à Sihlbrugg se trouve la filature an der Lorze. Cette fabrique, avec ses deux corps de bâtiment de 1852-1857, constitue en même temps que la cité ouvrière située derrière un ensemble de bâtiments typique pour l'époque de la première industrialisation.
- Au sud-est de Baar subsistent les ruines de Wildenburg, un château-fort détruit au XIVe s. ; il fut une résidence des seigneurs de Hünenberg[5].

## Transports
- Ligne ferroviaire CFF Zurich-Zoug-Lucerne
- Lignes de bus pour Rotkreuz et Zoug

## Personnalités
- Henri Frei (1899-1980), linguiste
- Annemarie Huber-Hotz (1948-2019), chancelière de la Confédération
- Martin Andermatt, entraîneur de football
- Raphael Diaz (1986-), joueur de hockey
- Kimi Räikkönen, pilote de Formule 1